# 刘子微
刘子微（1968年7月—），原名刘薇，女，安徽人，中国京剧表演艺术家，一级演员，武汉京剧院院长，中国戏剧梅花奖二度梅获得者。

## 艺术生涯
主工青衣、花衫，宗小杨派、黄派。师从杨菊萍、李维康、孙毓敏、朱绮婉等。